# Ундіно-Посельє
Унді́но-Посе́льє (рос. Ундино-Поселье) — село у складі Балейського району Забайкальського краю, Росія. Адміністративний центр Ундіно-Посельського сільського поселення.

## Населення
Населення — 1183 особи (2010; 1471 у 2002).
Національний склад (станом на 2002 рік):
- росіяни — 99 %